# راسل ام. نلسن
راسل ام. نلسن (انگلیسی: Russell M. Nelson؛ زادهٔ ۹ سپتامبر ۱۹۲۴) رهبر مذهبی جراح، و نویسنده آمریکایی است که هم‌اکنون ۱۷مین رئیس کلیسای عیسی مسیح قدیسان آخرالزمان است.
نلسن زاده و بزرگ شده سالت‌لیک‌سیتی است. او تحصیلات کارشناسی و پزشکی خود را در دانشگاه یوتا انجام داد، و تربیت تکمیلی پزشکی خود با مدرک پی‌اچ‌دی را در دانشگاه مینه‌سوتا انجام داد. او دو سال در سپاه پزشکی ارتش آمریکا در جریان جنگ کره عضویت داشت، سپس آموزش تکمیلی جراحی را در مدرسه پزشکی هاروارد از طریق بیمارستان عمومی ماساچوست انجام داد.
او سپس به سالت لیک سیتی برگشت و استاد پزشکی دانشگاه یوتا شد. او ۲۵ سال بعد را در یوتا به کار در زمینهٔ جراحی قلب و سینه و فعالیت در مناصب گوناگون رهبری کلیسای قدیسان آخرالزمان پرداخت.
در آوریل ۱۹۸۴، با خالی شدن دو کرسی در شورای دوازده حواری رئیس کلیسا نلسن را به یکی از آن دو گماشت. حواریون به‌طور مادام العمر فعالیت می‌کنند و بدین ترتیب نلسن از همه فعالیت‌های پیشتر خود کناره گرفت. او به مدت ۳۵ سال در این انجمن عضویت داشت و از ۲۰۱۵ تا ۲۰۱۸ رئیس آن بود. با درگذشت تامس اس. مانسن نلسن ۹۳ ساله به عنوان ارشدترین عضو انجمن وظایف ریاست کلیسا را به عهده گرفت. کاهنی او در ۱۴ ژانویه ۲۰۱۸ انجام شد. نلسن به عنوان رئیس کلیسا، از سوی کلیسا به عنوان رسول، پیغمبر و افشاگر پذیرفته شده‌است.